# Nayargou
Nayargou est une petite ville du Togo

## Géographie
Nayargou est situé à environ 72 m de Dapaong, dans la région des Savanes.

## Vie économique
- Marché traditionnel le mardi

## Lieux publics
- Dispensaire